# Denzil Haoseb
Denzil Haoseb (Gobabis, Namibia; 25 de febrero de 1991) es un futbolista de Namibia que juega en la posición de defensa y que actualmente juega en el Polokwane City de la Primera División de Sudáfrica.

## Carrera

### Club
| Periodo   | Club              |
| --------- | ----------------- |
| 2010–2016 | Black Africa FC   |
| 2016–2018 | Jomo Cosmos FC    |
| 2018–2019 | Highlands Park FC |
| 2019-     | Polokwane City FC |

### Selección nacional
Debutó con Namibia el 16 de marzo de 2011 en un partido amistoso ante Botsuana jugado en Maun. Formó parte de la selección que participó en la Copa Africana de Naciones 2019 y actualmente es el jugador con más apariciones con la selección nacional.

## Logros
- Premier League de Namibia: 4

2011, 2012, 2013, 2014